# Bermondsey
Bermondsey es un barrio del municipio londinense de Southwark. Se encuentra a unos 4 km (2,5 mi) al este-sureste de Charing Cross, Londres, Reino Unido. Según el censo de 2001 contaba con una población de 55 281 habitantes.